# 萊斯特座堂

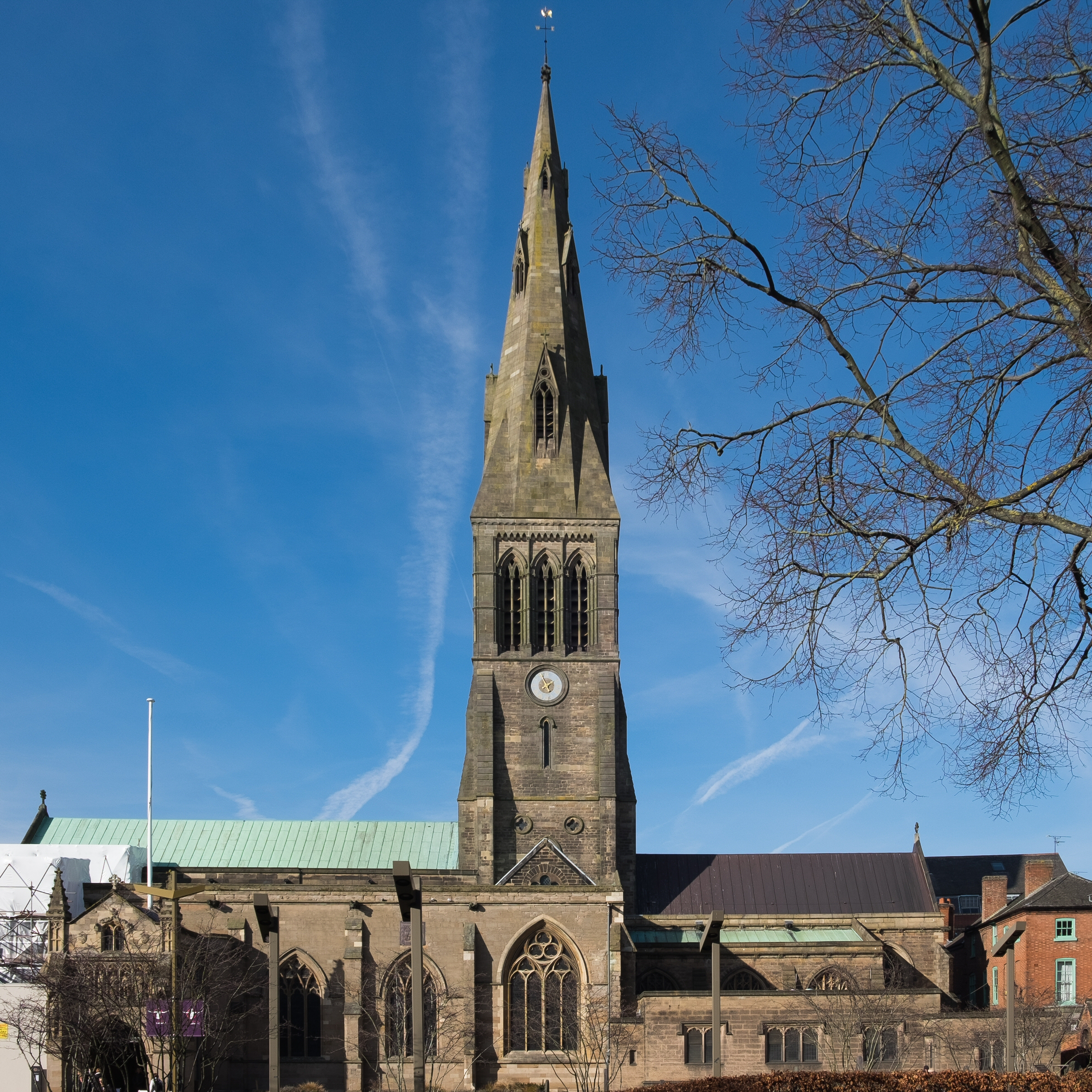
萊斯特座堂

萊斯特座堂（英語：Leicester Cathedral）是位於英國城市萊斯特的一座英格蘭教會的教堂。萊斯特座堂在1922年升格為學院教堂，並在1926年聖公會萊斯特教區成立之後於1927年成為萊斯特教區的座堂。2011年，萊斯特座堂進行了大規模的翻新。萊斯特座堂也是一座II*級登錄建築。該教堂亦是英格蘭國王理查三世現在的安葬之地。

## 外部連結
- .   [2015-04-11]. （原始内容存档于2015-04-11）.